# Schmidly-Hirschmaus
Die Schmidly-Hirschmaus (Habromys schmidlyi) ist ein Nagetier in der Familie der Wühler, das nur von einem kleinen Gebiet im zentralen Mexiko bekannt ist. Die Art ähnelt der Chinanteco-Hirschmaus (Habromys chinanteco) und der Jico-Hirschmaus (Habromys simulatus), doch sie weicht in verschiedenen morphologischen Eigenschaften und in der Verbreitung ab.

## Merkmale
Mit einer Kopf-Rumpf-Länge von 72 bis 78 mm, einer Schwanzlänge von 72 bis 89 mm und mit einem Gewicht von 10 bis 15 g ist die Art ein kleiner Gattungsvertreter. Es sind 19 bis 21 mm lange Hinterfüße und 16 bis 21 mm lange Ohren vorhanden. Die Oberseite ist mit zimtfarbenen bis rotbraunen Fell bedeckt und unterseits kommt weißes Fell vor. Typisch sind schwarze Ohren und eine braune Stelle an den Füßen. Diese Hirschmaus hat einen dunklen Schwanz der nicht nackt ist.

## Verbreitung und Lebensweise
Die Art ist nur aus dem westlichen Teil des Bundesstaates México und aus angrenzenden Bereichen von Guerrero bekannt. Sie lebt auf einer Hochebene bei etwa 1800 Meter Höhe. Die Region ist mit Wolken- und Nebelwäldern bedeckt.
Die nachtaktiven Exemplare klettern gelegentlich auf Bäumen. Reviere von Männchen sind mit 0,6 Hektar größer als Territorien von Weibchen, die etwa 0,3 Hektar messen. Soweit bekannt besteht die Nahrung aus Pilzen, Pflanzenteilen und Kleintieren.

## Gefährdung
Waldrodungen und andere Landschaftsveränderungen bedrohen den Bestand. Das bekannte Verbreitungsgebiet ist nur 98 km² groß. Die IUCN listet die Schmidly-Hirschmaus als vom Aussterben bedroht (critically endangered).